# Chanka

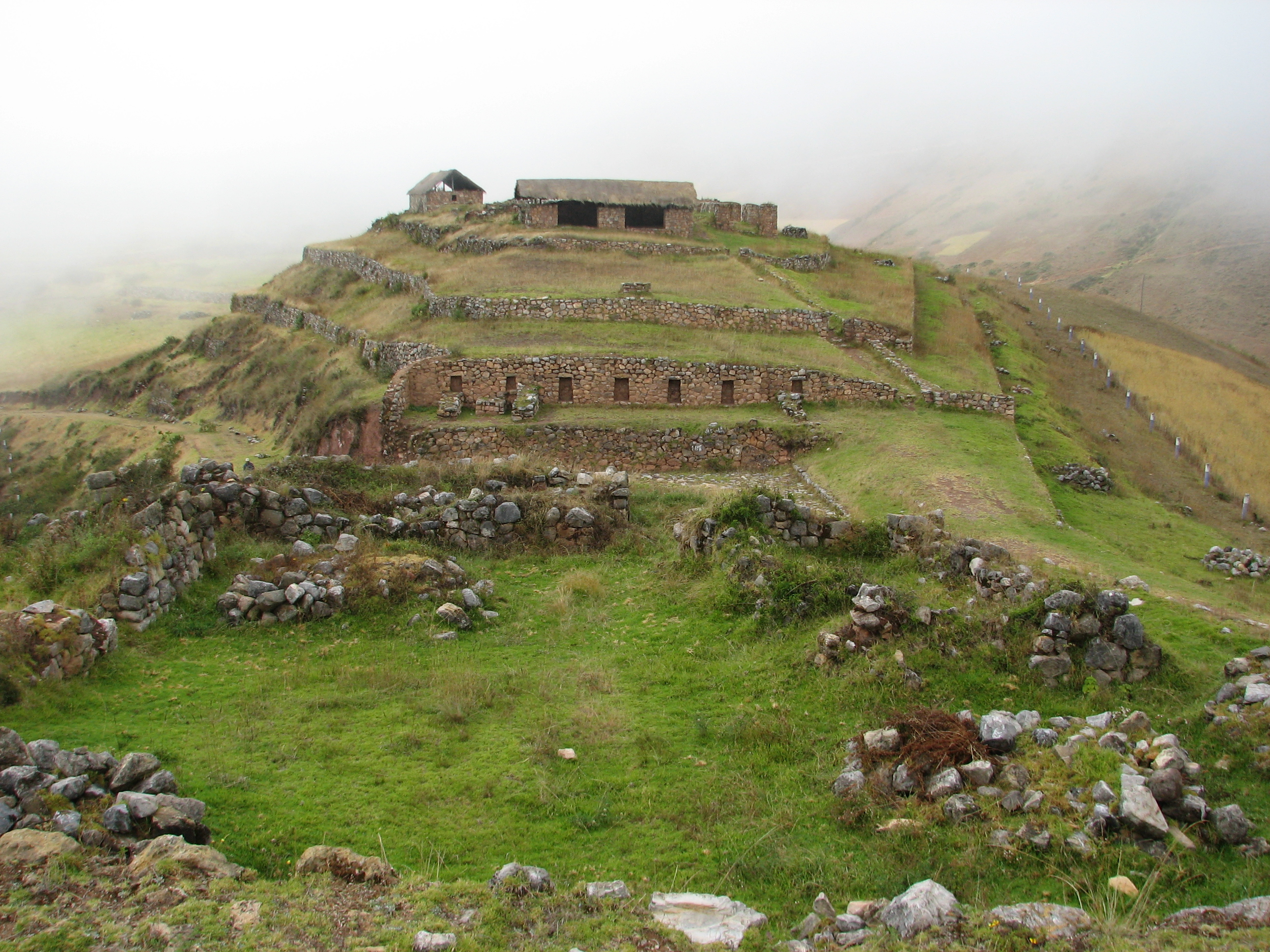
Archäologische Ausgrabungsstätte der Chanka in Peru

Die Chankas (Chanca), ein indigenes Volk im heutigen Peru, waren in der ersten Hälfte des 15. Jahrhunderts der wichtigste Gegner des Reiches der Inkas.
Das Siedlungsgebiet der Chankas erstreckte sich über Teile der heutigen Departements Apurímac, Ayacucho und Huancavelica. Wichtige politische Zentren waren unter anderem Wamankarpa (Quechua: "Falkenzelt") und die Stadt Antawaylla (Andahuaylas, "Kupferwiese"). Die Chankas, selbst ein expandierendes Reich, stellten für die Inkas eine ernsthafte Bedrohung dar und belagerten 1438 unter ihrem Führer Anku Walluq mit angeblich 40000 Mann deren Hauptstadt Qusqu (Cusco). Dieser Eroberungsversuch endete jedoch in einer Katastrophe. Ein vereinigtes Heer der Inkas, K'anas (Cana) und Qanchis (Canchi) vernichtete in der Schlacht von Yawarpampa ("Blutebene") die Chanka-Streitmacht; das Territorium der Chankas wurde dem Inka-Reich einverleibt. Dieses Ereignis stellt in der Inka-Tradition eine Zeitenwende dar. Der siegreiche König der Inkas trug seitdem den Namen "Weltenveränderer", Pachacútec Yupanqui.
Chanka-Quechua bezeichnet eine Variante des Quechua, die im Siedlungsgebiet der Chankas gesprochen wird und heute einer der meist gesprochenen Dialekte ist. Sie ist den Mundarten von Cuzco und Bolivien (Qusqu-Qullaw) so ähnlich, dass eine Verständigung recht gut möglich ist und ein gemeinsamer schriftsprachlicher Standard (Südliches Quechua) entwickelt wurde. In diese Region ist, ähnlich wie nach Cuzco und Bolivien, das Quechua wahrscheinlich erst relativ spät vorgedrungen.
Als ursprüngliche Sprache der Chankas wird in manchen Quellen Puquina genannt, eine heute ausgestorbene Sprache, die weder dem Quechua noch dem Aymara verwandt war – einer weiteren Sprache, die in ihrem Gebiet gesprochen wurde. Andere Sprachhistoriker argumentieren jedoch, dass die Chankas bereits Quechua sprachen.